# 堅田合戰
堅田合戦（日语：／ Katadakassen）是天正14年（1586年），大友氏家臣佐伯惟定與島津氏一門島津家久於豐後國堅田展開的一場合戰。

## 概要

### 合戰前夕
天正6年（1578年），大友宗麟在耳川之戰中大敗於薩摩國的島津義久，大友氏家臣佐伯惟教和佐伯惟真等有力武將均戰死，加上大友一族重臣之間的內訌以及受到肥前國的龍造寺隆信、筑前國的秋月種實等人的攻擊，大友氏的存亡變得岌岌可危。相反，在耳川之戰中大勝的島津氏則平定南九州，從以前受到大友家壓逼的情況，轉變成平分秋色的狀態，並且開始著手進攻大友的領地。天正14年（1586年），島津家以九州統一為目標，開始進攻大友家的根據地豐後，島津義弘帶兵從肥後方面進攻，而日向方面則由同父異母弟弟島津家久負責，是為豐薩合戰。

### 堅田合戰
天正14年（1586年）10月23日，家久派遣使者要求佐伯領主佐伯惟定投降。然而，由於島津軍在耳川之戰中殺害惟定祖父惟敦、父親惟真以及約100名佐伯家臣，對於是投降於仇敵，還是與其一戰，在佐伯家中出現分歧。經過長期討論後，家內仍然未能達成共識，其後惟定之母揚言與仇敵之戰中落敗的話，除了自殺別無他法，從而激勵佐伯家眾人，會議亦因此由決定投降改為徹底抗戰，其後由家臣杉谷帶刀以設宴款待來自島津的19名使者，並且帶領他們前往住宿地為由，誘騙他們出來，然後在樫野村發動突襲。其後，家久得知惟定沒有投降之意，便率領約2,000名士兵攻向佐伯領。
佐伯軍在城的三處入口，安排約350名士兵防守，惟定將決戰地定於堅田村，並且將本陣置於中山峠。佐伯軍的先陣是佐伯惟末和高畑伊予守、第二陣是佐伯惟澄和高畑新右衛門尉、第3陣是惟定之弟進士統幸（由於統幸是初次上陣，由老臣長田天樂戒備），佈下三段式的陣勢，總數約1,800人。本來，惟定亦希望親自出戰，但是客將山田匡得勸喻作為總大將的惟定應該留在城中，由他自己帶領佐伯軍迎戰。匡德調查島津軍的陣容，並且動用熟悉地理環境的佐伯兵將本陣移至波越峠。其後，匡德進入本陣旁的波越常樂寺觀音堂，借用御帳的全新白布為軍旗，並且安排持有火绳枪的足輕埋伏於竹角口的民家內。
然後，洞悉時機的匡德讓伏兵揮動軍旗並且吹響號角，以火绳枪射擊島津軍，島津軍後方由於受到突襲而陷入混亂，及後向府坂峠方向撤退，但是由於匡德在前往府坂峠路上的岸河內處預先安排伏兵守候，撤退中的的島津軍從斜坡下來之後，立即遭到佐伯軍突襲，雖然島津軍奮力抵抗，但在杉谷、近藤、三代和因尾等佐伯勇士的奮戰下，島津軍潰不成軍而敗走。與此同時，高畑伊予守奪取敵將新名治右衛門尉的馬印，誘騙並且消滅埋伏的敵軍。戰事在下午5時左右結束，以佐伯軍勝利告終，信匡帶領士兵一同歡呼勝利。

## 戰後
家久在兵力多於佐伯軍的情況下終究不敵於對手，其後再沒有進攻佐伯領，而是繞過佐伯領繼續北上。另外，在肥後方面進攻的義弘軍在面對岡城的志賀親次的頑強抵抗，亦無法攻下城池。無視佐伯和岡城後繼續北上的島津大軍，雖然攻下豐後一些城池，但是亦經常腹背受敵，加上有宗麟與妙林尼等善戰之人，導致島津家始終無法攻佔豐後全域，形成拉鋸戰。期間，宗麟請求豐臣秀吉派出援軍出兵九州，最終島津軍全面撤退。